# Клопоцький Євген Юрійович
Євген Юрійович Клопоцький (біл. Яўген Юр'евіч Клапоцкі; нар. 12 серпня 1993, Берестя, Білорусь) — білоруський футболіст, захисник.

## Клубна кар'єра
Євген Клопоцький народився у білоруському місті Берестя. Займався футболом у місцевій ДЮСШ №5. Після цього потрапив до структури берестейського «Динамо».
2011 року дебютував у команді. Євген переважно залишався гравцем резерву, проте за сезон захисник провів 12 матчів та відзначився одним голом. Наприкінці року вийшов на заміну у кубковому матчі проти БАТЕ, зумів вразити ворота чемпіонів та допоміг своїй команді вийти до наступного раунду Кубку Білорусі. 2012 рік для Євгена вийшов переворотним. Він почав частіше з'являтися в основному складі й закінчив рік з 19-ма проведеними матчами в чемпіонаті та одним забитим м'ячем. У квітні 2013 року після відходу з клубу Віталія Гайдучика став основним центральним захисником і капітаном брестського клубу.
На початку 2014 року капітанство в команді перейшло до Романа Василюка, але Клопоцький залишився основним центральним захисником. Однак у червні 2014 року отримав ще одну травму й до кінця сезону вибув. У лютому 2015 року продовжив контракт з «Динамо». У травні 2015 року знову отримав травму, а після одужання у вересні — переведений у дубль. У грудні 2015 року через борги «Динамо» перед гравцем БФФ надала Клопоцькому статус вільного агента. 
У лютому 2016 року після перегляду підписав контракт з «Торпедо-БелАЗ». У складі жодинського клубу незабаром став основним центральним захисником. Допоміг команді виграти Кубок Білорусі 2015/16, забивав переможні м'ячі в чвертьфіналі проти мінського «Динамо» та в півфіналі проти «Мінська». У фіналі забитими м'ячами не відзначався, але його команда обіграла борисовський БАТЕ. 14 липня 2016 року в другому раунді кваліфікації Ліги Європи наприкінці зустрічі проти угорського «Дебрецена» зумів відзначитися дальнім ударом зі штрафного й принести перемогу білоруській команді (2:1). Завдяки вдалій грі за жодинський клуб отримав виклик до національної збірної Білорусі, хоча у 2016 році за неї так і не дебютував. 
У січні 2017 року продовжив угоду з жодинцями. У сезоні 2017 року виходив на поле нерегулярно, чергуючись з іншими гравцями. По завершенні сезону у листопаді 2017 року залишив жодинське «Торпедо-БелАЗ».
3 лютого 2018 року підписав контракт із футбольним клубом «Вітебськ», де закріпився у стартовому складі. У другій половині 2019 року не грав через травму, але потім повернувся до команди.
У січні 2021 року залишив «Вітебськ» і невдовзі перейшов до берестейського «Руху». Однак через травму не виступав за берестейську команду. У грудні 2021 року за згодою сторін залишив «Рух».

## Кар'єра в збірній
Виступав за юнацьку збірну Білорусі, а з 2012 року — основним гравцем молодіжної збірної. На початку 2014 року вдало зіграв на Кубку Співдружності 2014, де став із трьома м'ячами найкращим бомбардиром своєї збірної та допоміг їй завоювати бронзові нагороди.
14 липня 2017 року дебютував за другу національну збірну Білорусі на Кубку Короля в Таїланді у матчі проти Буркіна-Фасо (0:0).

## Досягнення
- Кубок Білорусі
  -  Володар (1): 2015/16

- У списку 22-ох найкращих футболістів чемпіонату Білорусі: 2016

## Статистика виступів
Станом на 29 березня 2021 року
| Клуб               | Сезон             | Ліга              | Ліга  | Ліга | Кубки | Кубки | Єврокубки | Єврокубки | Загалом | Загалом |
| Клуб               | Сезон             | Турнір            | Матчі | Голи | Матчі | Голи  | Матчі     | Голи      | Матчі   | Голи    |
| ------------------ | ----------------- | ----------------- | ----- | ---- | ----- | ----- | --------- | --------- | ------- | ------- |
| «Динамо» (Берестя) | 2011              | Вища ліга         | 12    | 1    | 2     | 1     | 0         | 0         | 14      | 2       |
| «Динамо» (Берестя) | 2012              | Вища ліга         | 19    | 1    | 1     | 0     | 0         | 0         | 20      | 1       |
| «Динамо» (Берестя) | 2013              | Вища ліга         | 20    | 0    | 1     | 0     | 0         | 0         | 21      | 0       |
| «Динамо» (Берестя) | 2014              | Вища ліга         | 12    | 0    | 0     | 0     | 0         | 0         | 12      | 0       |
| «Динамо» (Берестя) | 2015              | Вища ліга         | 5     | 0    | 4     | 0     | 0         | 0         | 9       | 0       |
| «Торпедо-БелАЗ»    | 2016              | Вища ліга         | 22    | 1    | 6     | 3     | 4         | 1         | 32      | 5       |
| «Торпедо-БелАЗ»    | 2017              | Вища ліга         | 15    | 0    | 3     | 0     | 0         | 0         | 18      | 0       |
| «Вітебськ»         | 2018              | Вища ліга         | 24    | 3    | 2     | 0     | 0         | 0         | 26      | 3       |
| «Вітебськ»         | 2019              | Вища ліга         | 10    | 0    | 4     | 0     | 0         | 0         | 14      | 0       |
| «Вітебськ»         | 2020              | Вища ліга         | 23    | 2    | 2     | 0     | 0         | 0         | 25      | 2       |
| Усього за кар'єру  | Усього за кар'єру | Усього за кар'єру | 162   | 8    | 25    | 4     | 4         | 1         | 191     | 13      |